# Минамото-но Хитоси
Минамото-но Хитоси  а также Санги Хитоси (源等 или 参議等, 880 — март 951) — японский вака-поэт и государственный чиновник середины периода Хэйан.
Его отцом был тюнагон Минамото-но Марэ, а прадедом — император Сага.
В 899 году он был помощником губернатора в провинции Оми, а позже он был губернатором провинций Микава, Танго, Ямасиро и других.
Повышаясь в должности, он достиг рангов «садайбэн» и «удайбэн», в 947 году получил ранг «санги», а в 951 году стал «сёсё».
Четыре его стихотворения вошли в «Госэн вакасю» и одно — в «Хякунин иссю» (№ 39).